# Ariake Arena
El Ariake Arena (en japonés: 有明アリーナ y en español: Arena de Ariake) es un estadio polideportivo ubicado en el distrito de Ariake, Japón. Fue construido con motivo de los Juegos Olímpicos de Tokio 2020 en donde albergó los torneos masculino y femenino de voleibol. Además, fue la sede del baloncesto en silla de ruedas durante los Juegos Paralímpicos. Una vez finalizados los Juegos el estadio comenzó a ser utilizado para eventos deportivos y culturales.

## Historia
El estadio Ariake Arena fue una de las seis instalaciones permanentes diseñadas para ser construidas en el distrito de Ariake con la finalidad de hospedar los Juegos Olímpicos y Paralímpicos. La construcción del mismo comenzó en marzo de 2016 y finalizó el 9 de diciembre de 2019.
La inauguración oficial del Ariake Arena se llevó a cabo el 2 de febrero de 2020 en un evento al cual asistieron la gobernadora de Tokio, Yuriko Koike, la ministra de los Juegos Olímpicos y Paralímpicos, Seiko Hashimoto y el presidente del comité olímpico japonés, Yasuhiro Yamashita.

## Detalles
El costo total del proyecto fue de 37 mil millones de yenes (unos 340 millones de dólares). El estadio tiene una capacidad para 15.000 espectadores.

## Conciertos
| Año  | Artista(s)                                                       | Fecha                 | Tour/evento                                                 |
| ---- | ---------------------------------------------------------------- | --------------------- | ----------------------------------------------------------- |
| 2022 | Perfume (banda)                                                  | 20 y 21 de agosto     | Perfume 9th Tour 2022 “PLASMA”                              |
| 2022 | Billie Eilish                                                    | 26 de agosto          | Happier Than Ever, The World Tour                           |
| 2022 | Nmixx, INI, Kihyun, Le Sserafim, The New Six, TO1, Viviz         | 14 de octubre         | KCON JAPAN 2022                                             |
| 2022 | IVE, JO1, NewJeans, ATBO, Fromis 9, Tomorrow X Together          | 15 de octubre         | KCON JAPAN 2022                                             |
| 2022 | Kep1er, NiziU, TEMPEST, ATEEZ, Brave Girls, DKB, Jo Yu-ri        | 16 de octubre         | KCON JAPAN 2022                                             |
| 2022 | Years & Years, Charli XCX, Jamie xx, LANY, Rhye, Tempalay, Tohji | 29 de octubre         | TONAL TOKYO 2022                                            |
| 2022 | Man with a Mission                                               | 5 y 6 de noviembre    | Break and Cross the Walls tour                              |
| 2023 | Harry Styles                                                     | 24 y 25 de marzo      | Love On Tour                                                |
| 2023 | ATEEZ                                                            | 2 y 3 de mayo         | The Fellowship: Break The Wall                              |
| 2023 | Walküre (Macross Delta)                                          | 20 y 21 de mayo       | SANKYO presents Walküre FINAL LIVE TOUR 2023 ~Last Mission~ |
| 2023 | Maneskin                                                         | 2 y 3 de diciembre    | Rush! World Tour                                            |
| 2024 | Olivia Rodrigo                                                   | 27 y 28 de septiembre | Guts World Tour                                             |
| 2025 | Kylie Minogue                                                    | 12 de marzo           | Tension Tour                                                |
| 2025 | Tomorrow X Together                                              | 24 y 25 de mayo       | Act: Promise -Ep.2-                                         |